# ایلمایوکی
ایلمایوکی (به فنلاندی: Ilmajoki) یک منطقهٔ مسکونی در فنلاند است که در اوستروبوتنیای جنوبی واقع شده‌است.